# Frank Fredrickson
Frank Fredrickson   (Winnipeg, 11 de juny de 1895 - Toronto, 28 de maig de 1979) va ser un jugador d'hoquei sobre gel canadenc que va competir a començaments del segle xx. La seva carrera esportiva quedà interrompuda pel servei militar durant la Primera Guerra Mundial i va acabar prematurament per culpa d'una lesió al genoll el 1931.
L'ortografia islandesa del seu cognom és Friðriksson i l'ortografia anglesa alternativa Frederickson.
Fredrickson va estudiar dret a la Universitat de Manitoba, on fou capità de l'equip d'hoquei sobre gel. Durant la Primera Guerra Mundial va fer de pilot al Royal Flying Corps, i en acabar fitxà pel Winnipeg Falcons, on exercí de capità. El 1920 va prendre part en els Jocs Olímpics d'Anvers, on guanyà la medalla d'or en la competició d'hoquei sobre gel.
Professionalment va jugar al Victoria Cougars de la Pacific Coast Hockey Association i als Boston Bruins, Pittsburgh Pirates i Detroit Falcons de la National Hockey League. Va formar part de l'equip del Victoria Cougars que guanyà la Stanley Cup el 1925. El 21 de desembre de 1928 va ser intercanviat dels Boston Bruins als Pittsburgh Pirates per Mickey MacKay. En retirar-se passà a exercir d'entrenador d'hoquei sobre gel i de lacrosse. Va entrenar als Pittsburgh Pirates durant la temporada 1929-1930, quan també va jugar 9 partits. Una lesió al genoll el 1931 posà punt final a la seva carrera com a jugador. Entre 1933 i 1935 va exercir d'entrenador de l'equip d'hoquei sobre gel de la Universitat de Princeton. El 1958 fou incorporat al Saló de la Fama d'hoquei.